# Hatfield and the North
Hatfield and the North byla britská progresivní rocková skupina existující od října 1972. Členy skupiny byli Phil Miller (kytara), Pip Pyle (bicí), Richard Sinclair (baskytara, zpěv) a Dave Sinclair (klávesy), toho však brzy nahradil Dave Stewart. Skupina se po vydání svou studiových alb v roce 1975 rozpadla. V březnu 1990 byla pro jeden koncert obnovena. V letech 2005–2006 byla opět obnovena a absolvovala více koncertů.

## Diskografie
Studiová alba
- Hatfield and the North (1974)
- The Rotters' Club (1975)

Kompilace
- Afters (1980)
- Hatwise Choice: Archive Recordings 1973-1975, Volume 1 (2005)
- Hattitude: Archive Recordings 1973-1975, Volume 2 (2006)

Koncertní album
- Live 1990 (1993)